# Pitthea perspicua
Pitthea perspicua is een vlinder uit de familie van de spanners (Geometridae). De wetenschappelijke naam van deze soort is gepubliceerd in 1758 door Linnaeus in de tiende editie van Systema naturae.
De soort komt voor in tropisch Afrika.